# Opisthoxia casta
Opisthoxia casta là một loài bướm đêm trong họ Geometridae.